# Mikroturbina

Schemat mikroturbiny amerykańskiej firmy Capstone o mocy 30 kW, zaprojektowanej dla NASA, z jednostopniową sprężarką promieniową, jednostopniową turbiną promieniową, rekuperatorem i bezolejowymi łożyskami powietrznymi na folii

Mikroturbina – turbina spalinowa o mocy od kilku do kilkuset kilowatów.
Mikroturbiny stosowane są często w kogeneracji rozproszonej. Swój sukces zawdzięczają zaawansowanej elektronice, dzięki której możliwe jest ich bezobsługowe działanie i automatyczny rozruch z synchronizacją do zawodowej sieci dystrybucji energii elektrycznej. Mikroturbiny maja wiele zalet w porównaniu z tłokowymi silnikami spalinowymi. Ich głównymi zaletami są: mała waga i gabaryty, prosta konstrukcja mechaniczna (mało ruchomych części), działanie bez potrzeby smarowania olejem. Silniki tłokowe jednak mają nieznacznie większą sprawność cieplną oraz szybciej reagują na zmiany obciążenia zewnętrznego. Paliwem dla mikroturbin mogą być gaz ziemny, propan, biogaz, olej napędowy, nafta. Mikroturbiny gazowe projektuje się zwykle jako zespół jednostopniowej sprężarki promieniowej i jednostopniowej turbiny promieniowej z rekuperatorem stanowiącym wymiennik regeneracyjny. Osiągają one sprawność cieplną około 25 – 35%, a w układzie kogeneracyjnym ponad 80% (sprawność całkowita).

## Zasada działania
Na rysunku mikroturbiny Capstone kolorowymi strzałkami pokazano obieg gazów:
- kolor niebieski – wlot zimnego powietrza do sprężarki,
- kolor żółty – sprężone powietrze za sprężarką,
- kolor pomarańczowy – sprężone powietrze ogrzane w wymienniku regeneracyjnym (rekuperatorze) przechodzi do komory spalania,
- kolor czerwony – gorące spaliny z komory spalania przechodzą do turbiny,
- kolor pomarańczowy – spaliny z turbiny przechodzą do rekuperatora,
- wylot ochłodzonych spalin do otoczenia